# Dental and Medical Problems
Dental and Medical Problems – polskie medyczne czasopismo naukowe wydawane po angielsku w otwartym dostępie przez Wydawnictwo Uniwersytetu Medycznego im. Piastów Śląskich we Wrocławiu.
Czasopismo “Dental and Medical Problems” jest czasopismem naukowym o profilu stomatologicznym (często publikuje artykuły z pogranicza stomatologii i medycyny ogólnej). Czasopismo ukazuje się od 1960 r.
W dwumiesięczniku publikowane są artykuły z różnych dziedzin stomatologii, artykuły medyczne, biologiczne i deontologiczne. Redaktorem naczelnym jest prof. Mieszko Więckiewicz.

## Indeksacja
Czasopismo “Dental and Medical Problems” jest indeksowane m.in. w MEDLINE, Web of Science Master Journal List, Clarivate Journal Citation Reports, Scopus oraz DOAJ. Ministerstwo Nauki i Szkolnictwa Wyższego w ocenie parametrycznej przyznało mu 70 pkt, a Index Copernicus 181 pkt.
“Dental and Medical Problems” jest pierwszym czasopismem naukowym o profilu stomatologicznym w Polsce i Europie Środkowo-Wschodniej, które otrzymało Journal Impact Factor (JIF) (Journal Citation Reports 2023). Aktualny Impact Factor czasopisma wynosi 3.9. Według 2025 Journal Citation Reports czasopismo zajmuje pozycję 18/162 (Q1) w kategorii „Dentistry, Oral Surgery & Medicine” oraz pozycję 46/332 (Q1) w kategorii „Medicine, General & Internal”.
W bazie Scopus czasopismo jest indeksowane w kategorii General Dentistry (Q1), gdzie zajmuje pozycję 25/135, a w kategorii General Medicine (Q1) pozycję 95/668. Wskaźnik CiteScore 2024 czasopisma wynosi 5.0, a SCImago Journal Rank (SJR) – 0.798.